# Sphalmioideae
Sphalmioideae es una subfamilia de plantas de la familia Proteaceae.

## Género
- Sphalmium

- Datos: Q6133137
- Multimedia: Proteaceae / Q6133137